# Točivý moment

Vztah mezi silou, točivým momentem, hybností a momentem hybnosti

Točivý moment vyjadřuje působení síly na bod vzdálený od osy otáčení (hřídele). Fyzikálně se jedná o průmět (složku) momentu síly (včetně momentu dvojice sil) do stanoveného směru, tedy zpravidla osy otáčení (např. osy hřídele, fixované vzhledem k dané mechanické soustavě), tedy o skalární součin momentu hybnosti a jednotkového vektoru směru, vůči kterému je točivý moment uvažován (např. osa hřídele apod.) Na rozdíl od momentu hybnosti je to tedy veličina skalární. 
Pod názvem krouticí moment (normou nedoporučovaným) se užívá v technických oborech u rotačních pohonných systémů.
Používá-li se tato veličina v pevnostních a pružnostních výpočtech (i ve statických), je zpravidla nazývána torzní moment, moment krutu nebo kroutivý moment. Je to průmět momentu síly (nebo momentu dvojice sil) do daného směru, kterým je v tom případě např. osa krouceného vlákna či tyče, nebo osa šroubu (při utahování matic).
Snahou technických řešení je ve většině případů zajistit, aby byl moment působící síly orientován přesně do směru požadované osy (hřídele, šroubu apod.). Nejen že se tím maximalizuje velikost točivého nebo torzního momentu (ta je pak rovna velikosti momentu síly), ale odstraní se tím zpravidla nežádoucí příčné síly, které mohou způsobovat příčné kmitání, namáhání nebo uvolňování ukotvení hřídele, ohnutí utahovaného šroubu apod.

## Definiční vztah, značka a jednotka
Doporučené značky:
{\displaystyle T}, {\displaystyle M_{\mathrm {Q} }}; u momentu krutu je běžnou značkou také {\displaystyle M_{\mathrm {k} }}
Definiční vztah:
{\displaystyle T={\boldsymbol {M}}\cdot {\boldsymbol {e}}}, kde 
- {\displaystyle {\boldsymbol {M}}} je moment síly
- {\displaystyle {\boldsymbol {e}}} je jednotkový vektor stanoveného směru (zpravidla osy otáčení)

Jednotka SI:
1 newtonmetr, značka Nm
- Točivý moment 1 Nm znamená, že na bod vzdálený jeden metr od osy působí silou (kolmou k ose i k nejkratší spojnici k ní) 1 newton.

## Točivý moment u spalovacích motorů
Točivý moment je spolu s výkonem a maximálními otáčkami za minutu důležitým parametrem spalovacích motorů (týká se ale všech rotačních pohonných systémů, tedy všech točivých motorů všech typů a možných konstrukčních provedení).
Přepočet točivého momentu a otáček motoru na výkon:
{\displaystyle P=\omega M_{\mathrm {Q} }},
kde
- P je výkon ve wattech
- ω je úhlová rychlost v radiánech za sekundu,
- MQ je točivý moment v Nm

V praxi lze s výhodou použít vyjádření:
{\displaystyle P={\frac {2\pi M_{\mathrm {Q} }f}{60}}},
kde
- P je výkon ve wattech
- MQ je točivý moment v Nm
- f je frekvence v otáčkách za minutu